# Lorents Jensen
Lorents Peter Martin Jensen, zapisywany także jako Lauritz Peter Martin Jensen (ur. 16 listopada 1863 w Aalborgu, zm. 28 marca 1928) – duński strzelec, olimpijczyk.
Wystąpił w dwóch konkurencjach na Letnich Igrzyskach Olimpijskich 1908. Zajął 51. pozycję w karabinie dowolnym w trzech postawach z 300 m i 8. miejsce w karabinie wojskowym drużynowo. W obu przypadkach były to najsłabsze wyniki całych zawodów.

## Wyniki

### Igrzyska olimpijskie
| Igrzyska    | Konkurencja                          | Wynik                                               | Miejsce | Źródło |
| ----------- | ------------------------------------ | --------------------------------------------------- | ------- | ------ |
| Londyn 1908 | Karabin dowolny, trzy postawy, 300 m | 321 pkt.                                            | 51      | [ 1 ]  |
| Londyn 1908 | Karabin wojskowy, drużynowo          | 1909 pkt. (druż.) 326 pkt. ind. (60–56–59–57–48–46) | 8       | [ 2 ]  |